# Prévondavaux
Prévondavaux é uma comuna da Suíça, localizada no Cantão de Friburgo, com 63 habitantes, de acordo com o censo de 2010 . Estende-se por uma área de 1,8 km², de densidade populacional de 35 hab/km². Confina com as seguintes comunas: Cheiry, Combremont-le-Petit (VD), Denezy (VD), Forel-sur-Lucens (VD) e Villars-le-Comte (VD).
A língua oficial nesta comuna é o francês.

## Idiomas
De acordo com o censo de 2000, a maioria da população fala francês (90,5%), sendo o alemão a segunda língua mais comum, com 7,9%, e o italiano a terceira, com 1,6%.